# Uta del riu Herbert
L'uta del riu Herbert (Pseudochirulus herbertensis) és una espècie de pòssum que viu al nord-est de Queensland (Austràlia). Té una coloració que va del marró fosc al negre i a vegades té el ventre blanc.
Durant molt de temps es considerà que pertanyia a la mateixa espècie que l'uta cendrós (P. cinereus), malgrat el fet que tenen un aspecte molt diferent. Tanmateix, són els únics membres d'aquest gènere centrat a Nova Guinea que viuen a Austràlia. L'uta del riu Herbert està limitat a la selva pluvial, entre el Mt. Lee, a l'oest d'Ingham, fins a la serralada Lamb, a l'oest de Cairns.